# Lijst van nummer 1-hits in Canada in 2007
Deze hits stonden in 2007 op nummer 1 in de Canadian Hot 100, de bekendste hitlijst in Canada.
| Datum        | Artiest                 | Titel               |
| ------------ | ----------------------- | ------------------- |
| 16 juni      | Rihanna & Jay-Z         | Umbrella            |
| 23 juni      | Rihanna & Jay-Z         | Umbrella            |
| 30 juni      | Rihanna & Jay-Z         | Umbrella            |
| 7 juli       | Rihanna & Jay-Z         | Umbrella            |
| 14 juli      | Fergie                  | Big girls don't cry |
| 21 juli      | Fergie                  | Big girls don't cry |
| 28 juli      | Fergie                  | Big girls don't cry |
| 4 augustus   | Plain White T's         | Hey there Delilah   |
| 11 augustus  | Sean Kingston           | Beautiful girls     |
| 18 augustus  | Sean Kingston           | Beautiful girls     |
| 25 augustus  | Plain White T's         | Hey there Delilah   |
| 1 september  | Plain White T's         | Hey there Delilah   |
| 8 september  | Timbaland & Keri Hilson | The way I are       |
| 15 september | Timbaland & Keri Hilson | The way I are       |
| 22 september | Timbaland & Keri Hilson | The way I are       |
| 29 september | Kanye West              | Stronger            |
| 6 oktober    | Kanye West              | Stronger            |
| 13 oktober   | Britney Spears          | Gimme more          |
| 20 oktober   | Britney Spears          | Gimme more          |
| 27 oktober   | Kanye West              | Stronger            |
| 3 november   | Timbaland & OneRepublic | Apologize           |
| 10 november  | Timbaland & OneRepublic | Apologize           |
| 17 november  | Timbaland & OneRepublic | Apologize           |
| 24 november  | Timbaland & OneRepublic | Apologize           |
| 1 december   | Timbaland & OneRepublic | Apologize           |
| 8 december   | Timbaland & OneRepublic | Apologize           |
| 15 december  | Timbaland & OneRepublic | Apologize           |
| 22 december  | Timbaland & OneRepublic | Apologize           |
| 29 december  | Timbaland & OneRepublic | Apologize           |